# Kjose Station
 Ikke at forveksle med Kjosen Station.
Kjose Station (Kjose stasjon) var en jernbanestation på Vestfoldbanen, der lå i området Kjose i Larvik kommune i Norge. Stationen bestod af et spor og en perron. Den sidste tid den var i drift, blev den betjent efter behov af et-to tog om dagen i hver retning. 
Stationen blev åbnet 24. november 1882, da Vestfoldbanen blev forlænget fra Larvik til Skien. Oprindeligt hed den Tjose, men den skiftede navn til Kjose i april 1894. 19. november 1971 blev den nedgraderet til holdeplads, idet den dog mistede bemandingen allerede 1. januar 1972. 1. januar 1984 blev den nedgraderet til trinbræt. Stationen blev nedlagt 7. august 2018 i forbindelse med de sidste arbejder forud for omlægningen af Vestfoldbanen ad en ny dobbeltsporet strækning mellem Larvik og Porsgrunn. Umiddelbart efter begyndte optagningen af spor og fjernelse af køreledninger, master og andre tekniske installationer. Den nye strækning er en del af Bane Nors InterCity-projekt og følger hovedsageligt Europavej E18, om end den mest ligger i tunnel. 
Stationsbygningen blev opført i 1880 efter tegninger af Balthazar Lange og udvidet i 1911 efter tegninger af Harald Kaas. Den toetages bygning er opført i træ og rummede oprindeligt ventesal, kontor og en tjenestebolig. Bygningen er nu i privat eje, men stationsskiltet sidder stadig på væggen.